# Karl August Neumann (Chemiker)
Karl August Neumann (* 6. April 1771 in Großbothen; † 10. Februar 1866 in Prag) war ein deutscher Unternehmer und Chemiker.

## Leben
Neumann besuchte von 1783 bis 1785 die Stadtschule in Grimma und anschließend von 1785 bis 1788 eine Privatschule in Leipzig, wobei er gleichzeitig im Handelsgewerbe tätig war. Nach der Schule wurde er 1788 in einer Fabrik in Gera angestellt. Dort war er bis 1793 tätig. 1790 und 1791 machte er im Auftrag der Fabrik eine zehnmonatige Reise durch Böhmen, Mähren, Schlesien, Galizien, Polen, Moldau, Russland und Preußen. 1793 wurde er an der Universität Jena aufgenommen, an der er Kameralistik studierte. 
Neumann ließ sich 1796 auf der Insel Alsen nieder. Dort unterrichtete er bis 1802 Handelswissenschaften. Zudem war er dort an der Gründung einer Fabrik beteiligt, in deren Auftrag er 1800 Dänemark, Norwegen und Schweden bereiste. 1802 wurde er Leiter der Kattunfabrik von Josephsthal und Kosmanos, für die er 1805 ein mechanisches Atelier zur Konstruktion von Spinnmaschinen einrichtete. Durch Franz Joseph Gerstner wurde er Nachfolger für Johann Andreas Scherer am Polytechnischen Institut Prag. 1807 wurde er dort Supplent und 1808 Professor für Chemie.
Neumann wurde am 2. April 1817 als Nachfolger von Johann Jacob Rösler wirklicher k.k. Gubernialrat sowie Kommerzienrat. Von 1817 bis 1826 war er Vorstand der Commerz- und Fabriks-Inspection, außerdem leitete er in den Jahren 1828, 1829, 1831, 1834 und 1836 die Böhmischen Gewerbeausstellungen in Prag. Er war Mitglied der k. k. patriotisch-ökonomischen Gesellschaft in Prag. Er trat 1852 in den Ruhestand. 1859 erhielt er die Ehrendoktorwürde der Universität in Jena.
Neumann machte sich um die Entwicklung der böhmischen Industrie verdient.

## Werke (Auswahl)
- Die Behandlung der Feuerwärme, besonders bey Erhitzung und Abdampfung tropfbarer Flüßigkeiten, nach physikalisch-chemischen Grundsätzen: Versuch eines Handbuchs für Oekonomen und Fabrikanten, Hammerich, Altona 1800.
- Lehrbuch der Chemie mit besonderer Hinsicht auf die Technologie, Gleditsch, Leipzig 1810.
- Vergleichung der Zuckerfabrikation aus in Europa einheimischen Gewächsen mit der aus Zuckerrohr in Tropenländern mit Bezug auf Staats- und Privatwirthschaft, Haase, Prag 1837.
- Die Bestandtheile und Zusammensetzungsweise vegetabilischer und animalischer Cörper und deren abstammender Substanzen, Prag 1839.
- Chemie als natürliche Grundlage wissenschaftlicher Natur- und Gewerbkunde mit den wichtigsten Resultaten physikalischer und chemischer Forschungen, Calve, Prag 1842.
- Betrachtungen der chemischen Elemente, ihrer Qualitäten, Aequivalente und Verbreitung (Verbindungen), Haase, Prag 1858.